# Reptilisocia
Reptilisocia is een geslacht van vlinders in de onderfamilie Tortricinae van de familie bladrollers (Tortricidae). De wetenschappelijke naam is voor het eerst geldig gepubliceerd in 1983 door Alexey Diakonoff. De typesoort van het geslacht is Spatalistis paryphaea Meyrick, 1907.

## Soorten
- Reptilisocia gunungana
- Reptilisocia impetigo
- Reptilisocia paraxena
- Reptilisocia paryphaea
- Reptilisocia solomonensis
- Reptilisocia tarica